# Église de Punkaharju
L'église de Punkaharju (en finnois : Punkaharjun kirkko) ou église de l'apôtre Thomas (en finnois : Apostoli Tuomaan kirkko) est une église construite à Punkaharju  dans la commune de Savonlinna en Finlande.

## Architecture
L'église de la paroisse de Punkaharju et est située à Punkasalmi, dans l'ancienne municipalité de Punkaharju.
L'église de Punkaharju, conçue par R. Rouhe (né Rosengren), est consacrée le jour de l'an 1923 et dédiée à l'apôtre Thomas.
Le retable représentant l'apôtre Thomas est peint par Martta Helminen en 1927.
L'orgue actuel à 15 jeux est fabriqué en 1973 par le facteur d'orgue Hans Heinrich.
En 2000, l'église est rénovée et agrandie sous la direction de l'architecte Jaakko Merenmies. 
On a alors construit un nouveau clocher,  une sacristie et une crypte souterraine. 
On ajoute alors des vitraux conçus par Maire Pyykkö et fabriqués par les artistes verriers Arkadi Anishtshik et Denis Anishtshik. 
L'église peut actuellement accueillir environ 400 personnes.

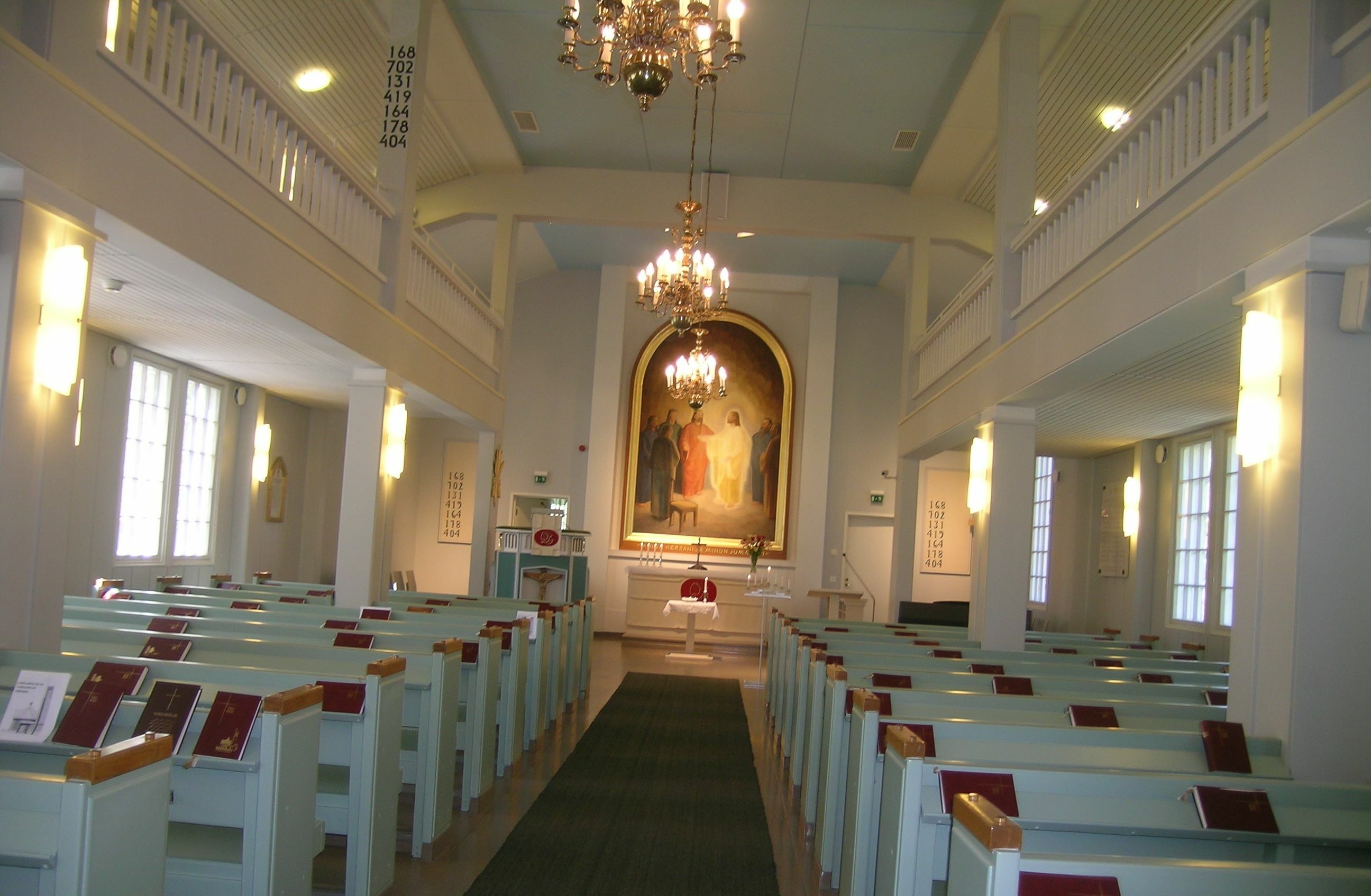
L'intérieur de l'église.